# Индийски жерав
Индийският жерав (Antigone antigone) е вид птица от семейство Жеравови (Gruidae). Видът е световно застрашен, със статут Уязвим.

## Разпространение
Разпространен е в Австралия, Камбоджа, Китай, Индия, Лаос, Мианмар, Непал, Пакистан и Виетнам.